# Франц Верфел
Франц Верфел (на немски: Franz Werfel) е австрийски поет, романист, драматург и есеист. Също като Рилке, и той е роден в Прага и носи в творчеството си нещо от мистичното излъчване на „Златния град“.

## Биография
Верфел израства в семейството на заможен търговец евреин и следва в университетите на Лайпциг и Хамбург. Близко приятелство го свързва с пражките писатели Макс Брод и Франц Кафка. След едногодишна военна служба Франц Верфел се посвещава на литературата и с Валтер Хазенклевер и Курт Пинтус съставя прочутата експресионистична антология „Страшният съд“ (1913-1921). През този период общува с поета Райнер Мария Рилке и с критика Карл Краус. През Първата световна война Верфел е мобилизиран и служи на Източния фронт.
След войната заживява във Виена, там се жени за Алма Малер – вдовицата на композитора Густав Малер – и предприема дълги плодотворни пътувания из Италия, Египет и Палестина, изпълнени с преживявания и творчество.

### Епоха на националсоциализма
Когато в Германия идва на власт националсоциализмът, Верфел е изключен от Пруската академия на литературата и творбите му са забранени, а след Аншлуса на Австрия в 1938 г. той е принуден да емигрира във Франция, а после в САЩ, където в 1941 г. получава американско гражданство. Заедно с други немски писатели емигранти, като братята Ман и Лион Фойхтвангер, се установява в Бевърли Хилс, Калифорния, където умира без да се завърне в родината си.

## Творческо дело

### Поезия
Дълбоката религиозност на Франц Верфел, почерпана от еврейски и католически представи и предания, го довежда до социална изолация и вътрешна самота. В творчеството му се примесват боготърсачество с хладен психологизъм. Поезията му обаче, на която той особено държи, е изпълнена с хуманистичен патос – стихосбирките му „Приятел на света“  (1911), „Ние съществуваме“ (1913) и „Един-друг“ (1915) дават на младото поколение, запокитено сред хаоса на Първата световна война, духовна опора с призиви към любов и братство. Следват стихосбирките „Песни от трите царства“ (1917), „Съдният ден“ (1919), „Заклинания“ (1923) и „Нови стихотворения“ (1928).

### Проза
Като разказвач Верфел си създава име преди всичко с новелите „Не убиецът, убитият е виновен“ (1920) и „Смъртта на дребния буржоа“ (1927). Голям интерес събуждат „Верди. Роман за една опера“ (1924), „Абитуриентска среща. Историята на една младежка вина“ (1928), „Барбара или Благочестието“ (1929), „Сестрите от Неапол“ (1931), „Песента на Бернадет“ (1941) и посмъртно издаденият роман „Звездата на неродените“ (1946). В късните произведения на Верфел основен мотив става страданието, болестта и смъртта. Личната драма на твореца придобива космически измерения.

## Признание
Преди Аншлуса на Австрия Франц Верфел е удостоен за творчеството си с редица литературни отличия, между които наградата „Грилпарцер“ (1926), „Чехословашка държавна награда“ (1927), наградата „Шилер“ (1927) и „Австрийски кръст за заслуги за изкуство и наука“ (1937).
В чест на писателя през 2002 г. във Висбаден е учредена награда за защита на човешките права „Франц Верфел“.